# Гаврилов, Дмитрий Валерьевич
Дмитрий Валерьевич Гаврилов — белорусский пловец в ластах, заслуженный мастер спорта Республики Беларусь (2020).

## Карьера
Воспитанник Новополоцкой СДЮСТШ ДОСААФ (тренер — Виктор Стремяков). Обладатель нескольких рекордов Белоруссии, Европы, мира в различных возрастных категориях..
Многократный призёр чемпионатов мира и Европы. Мастер спорта международного класса Республики Беларусь.
Тренер-преподаватель Новополоцкой СДЮСТШ ДОСААФ.
С Всемирных игр 2017 года привёл золотую и бронзовую медали.